# Burg Randerath
Die Burg Randerath ist eine Burg im Heinsberger Stadtteil Randerath (Buschstraße 31) im Kreis Heinsberg in Nordrhein-Westfalen.

## Geschichte
Burg Randerath wurde auf einer aufgeschütteten Motte (Turmhügelburg) aus der Zeit um 900 errichtet, war Stammsitz der Edelleute von Randerath und wurde 1157 erstmals urkundlich erwähnt. 
Die Burg war Stammsitz des Edelherrengeschlechtes derer von Randerath (historisch oft als von Randerode bekannt). Die Herren von Randerath gehörten zu den bedeutendsten Adelsgeschlechtern der Region. Sie besaßen auch Haus Beeck (1166 bis 1392) und Burg Bodendorf (ca. 1400 bis 1450) und waren Vögte der Abtei Prüm über deren Besitz in Linnich. Sie erwarben dort nach und nach mehr Rechte und schließlich 1368 den Fronhof, der zu einem größeren Siedlungsverband herangewachsen war. Im 14. Jahrhundert erhoben sie die Siedlung zur Stadt. 1392 wird die „Stad van Linneyke“ erstmals in einer Kaufurkunde erwähnt. Daher ist noch heute im unteren Teil des Wappens der Stadt Linnich das (geminderte) Randerather Schach in Rot und Gold zu sehen; es bestand ursprünglich aus 25 Plätzen. Ferner waren sie auch Vögte von Besitzungen der Reichsabtei Echternach in der Teisterbant, wo sich Wilhelm, ein Sohn von Ludwig von Randerode, Anfang des 13. Jahrhunderts in Boxtel niederließ und den Namen Willem I. van Boxtel annahm. Er erbaute dort das Schloss Stapelen. 
Den Rang der Herren von Randerath bezeugt ihr Konnubium mit Familien des Hochadels, so die Heirat der Ermgard von Randerode mit Wilhelm II. von Bronckhorst (1241–1290), einem der Heerführer in der Schlacht von Worringen im Jahre 1288, deren gemeinsame Tochter wiederum den Grafen Heinrich I. von Holstein-Rendsburg heiratete. Katharina von Randerode († ca. 1415) heiratete den Grafen Heinrich II. von Nassau-Beilstein.
Herzog Wilhelm III. von Jülich erwarb schließlich das Erbe der letzten Nachfahrin derer von Randerath. Nach Übernahme der Burg Randerath durch die Herzöge von Jülich im Jahre 1392 wurde die Anlage stark befestigt. Zeitweise war die Burg auch Besitz des Uradelgeschlechts der Raitz von Frentz. 1542 wurden die Stadt und die Burg zerstört und 1609 von dem evangelischen Geistliche Kaspar Sibelius, der von 1609 bis 1611 in Randerath tätig war, als Ruine erwähnt. Innerhalb der Burganlage wurde ab 1656 eine Glashütte betrieben. Vermutlich wurde auf der Burg die Töpferei stark betrieben, worauf Scherbenfunde aus der Zeit von 1900 bis 1918 hinweisen.
Die Reste der Burg wurden 1762 bis auf den Hauptturm abgebrochen und im Jahre 1766 das bestehende Kellereigebäude errichtet. Aufgrund Baufälligkeit musste der Turm dann aber doch um 1830 ebenfalls niedergelegt werden. Heute befindet sich die Burg in Privatbesitz und ist von Grund auf restauriert.

## Beschreibung
Die ehemalige Burganlage, ein reiner Verteidigungsbau, war von einem Wassergraben umgeben und über drei Zugbrücken erreichbar. Das zweigeschossige Kerngebäude mit Walmdach der Backsteinanlage stammt aus dem 14. Jahrhundert, die sonstigen Gebäude von 1762.

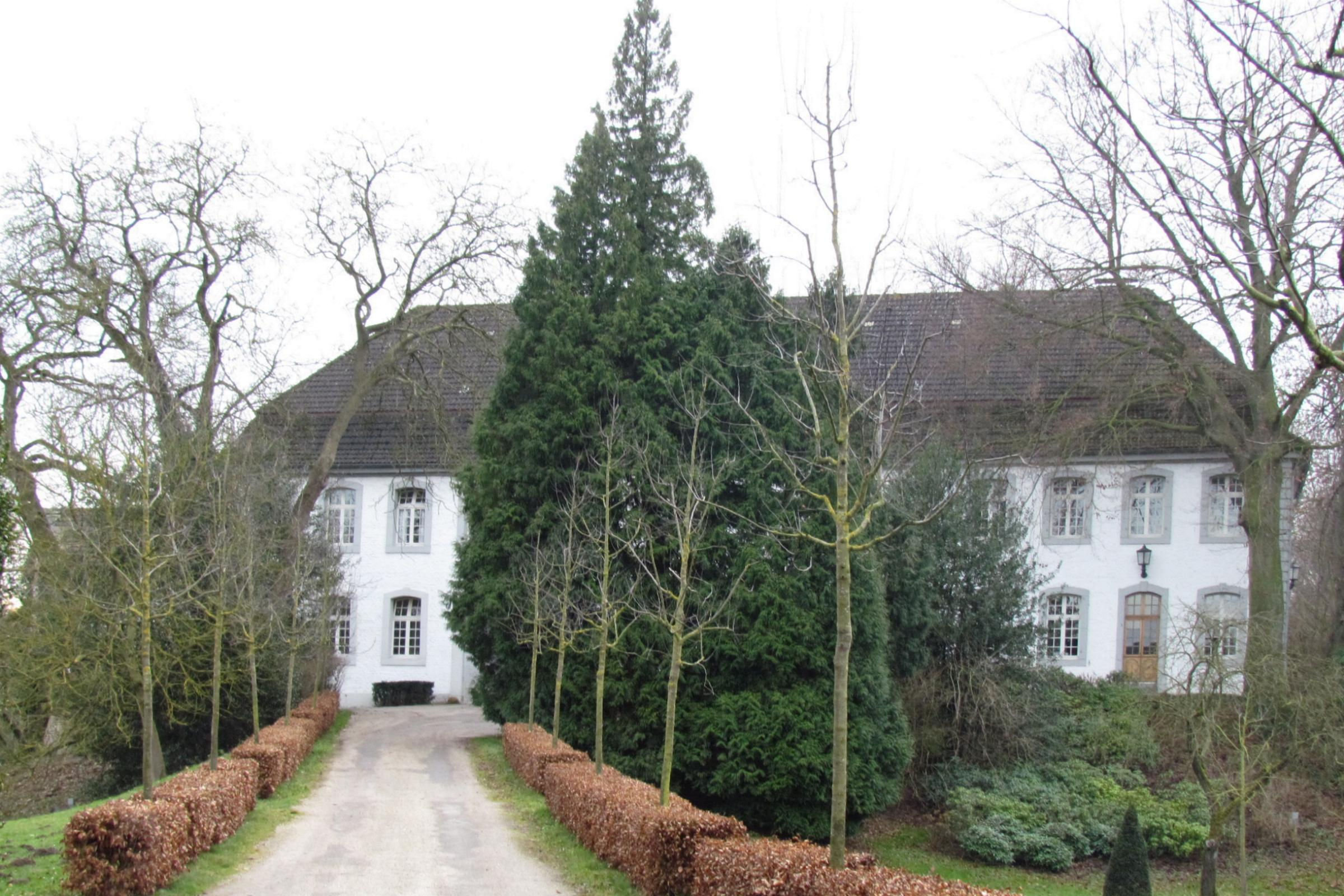
Kellereigebäude
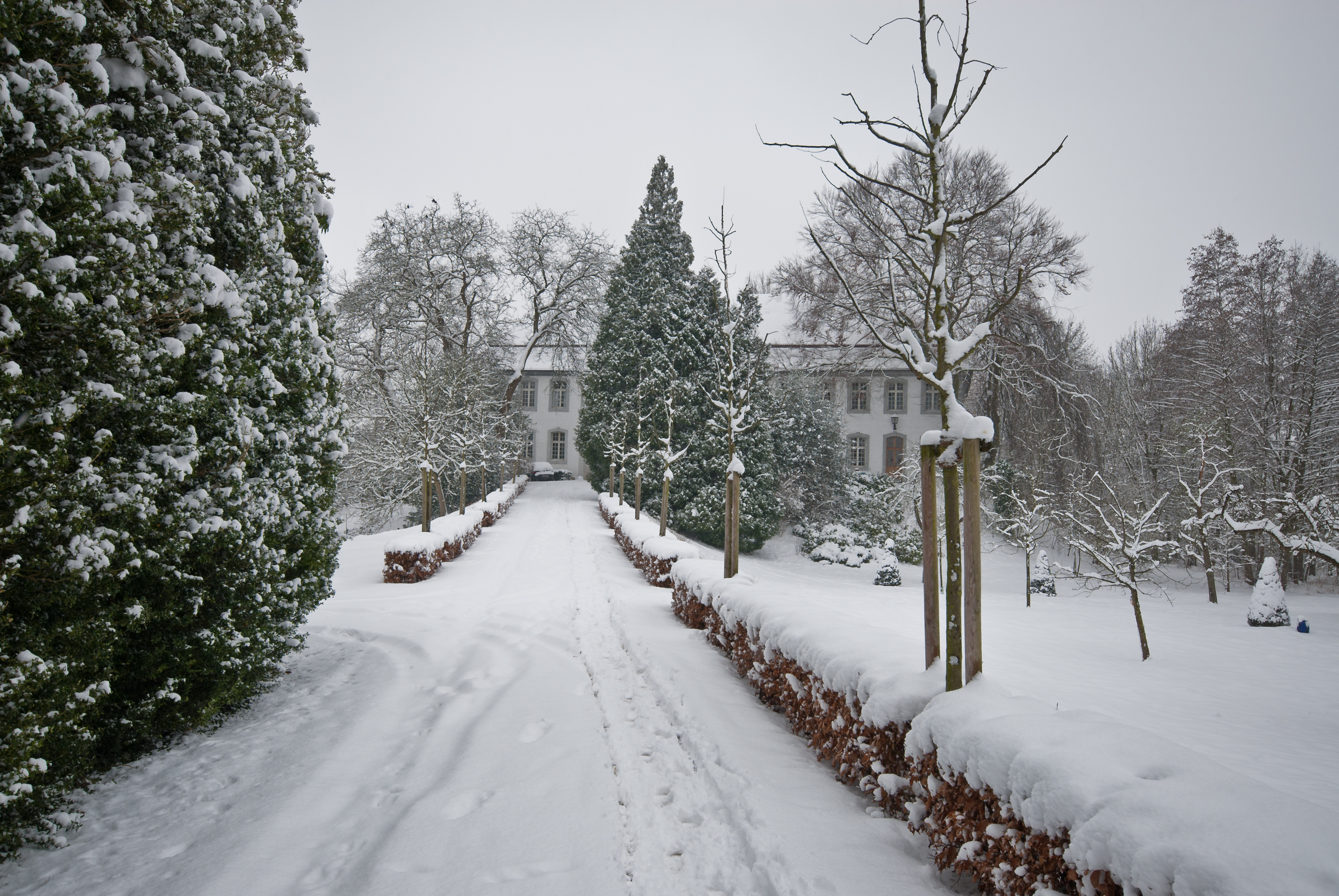
Kellerei vom Marktplatz aus